# Semicondutor orgânico
Semicondutores orgânicos são sólidos cujos blocos de construção são moléculas ou polímeros ligados por pi compostos por átomos de carbono e hidrogênio e - às vezes - heteroátomos como nitrogênio, enxofre e oxigênio . Eles existem na forma de cristais moleculares ou filmes finos amorfos. Em geral, são isolantes elétricos, mas tornam-se semicondutores quando cargas são injetadas de eletrodos apropriados, por dopagem ou por fotoexcitação.
Em 1862, Henry Letheby obteve um material parcialmente condutor por oxidação anódica de anilina em ácido sulfúrico. O material provavelmente era polianilina. Na década de 1950, os pesquisadores descobriram que compostos aromáticos policíclicos formavam sais complexos semicondutores de transferência de carga com halogênios. Em particular, alta condutividade de 0,12 S/cm foi relatado no complexo perileno-iodo em 1954. Esta descoberta indicou que compostos orgânicos poderiam transportar corrente.